# Stenasellus virei
Stenasellus virei là một loài chân đều trong họ Stenasellidae. Loài này được Dollfus miêu tả khoa học năm 1897.